# Gevangenis van Gent

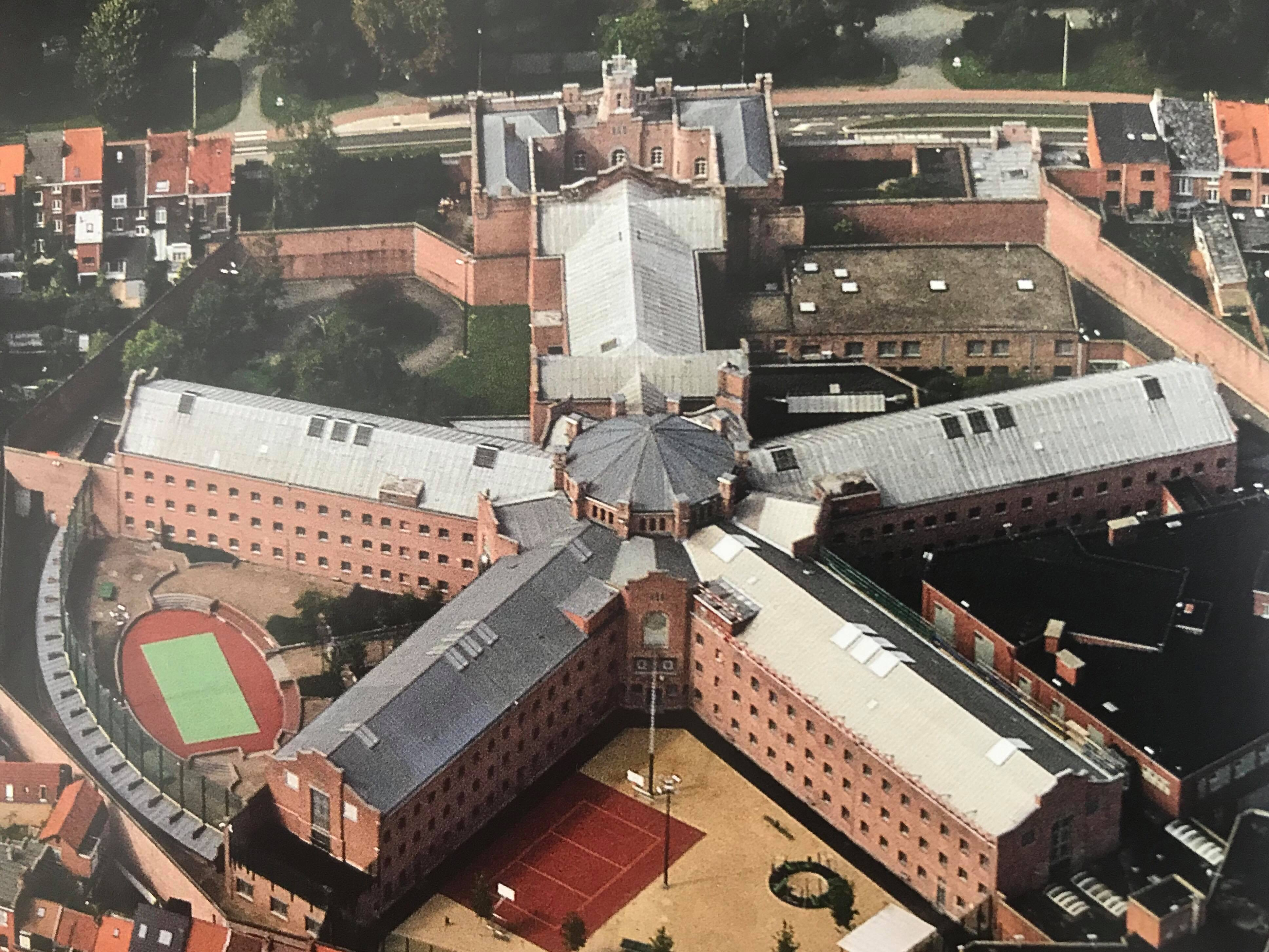
Bovenaanzicht

De Gevangenis van Gent, beter bekend als de Nieuwewandeling, werd in 1862 in gebruik genomen. In de gesloten instelling is er naast een mannenafdeling plaats voor vrouwelijke gedetineerden. In de psychiatrische afdeling verblijven er geïnterneerden. De stervormige architectuur is kenmerkend voor een Ducpétiaux-gevangenis. Tegenwoordig is dit de enige gevangenis die in Gent is overgebleven. In 2012 vierde de gevangenis haar 150ste verjaardag als een van de oudste penitentiaire inrichtingen is van België. In 2015 leefden er om en bij de 350 personen in de gevangenis en er werden een 250-tal medewerkers tewerkgesteld.

## Geschiedenis
In de beginjaren deed de instelling dienst als hulpgevangenis van het tuchthuis van Vilain XIIII, ook Rasphuis genoemd, aan de Coupure.
Tijdens de Eerste Wereldoorlog werd een groot deel van de gevangenis gebruikt door de Duitsers. De gevangenen bestonden vooral uit mannen en vrouwen die door de Duitse militaire overheid opgesloten waren. Zij waren veroordeeld voor smokkel, illegale handel, voor het overschrijden van de grenzen zonder een reispas of voor het beledigen van de bezetter. Als zij een boete niet konden betalen, kregen ze een gevangenisstraf. Personen die tot langere straffen veroordeeld waren, werden gedeporteerd naar Duitsland. Virginie Loveling beschreef in haar dagboek op 4 januari 1918 een passage over een dame die haar hond de vrije loop liet, tegen het reglement, en met het 'dievenkarreke' naar de gevangenis wordt afgevoerd.
In 1935 werd het de centrale gevangenis van Gent.

## Regime

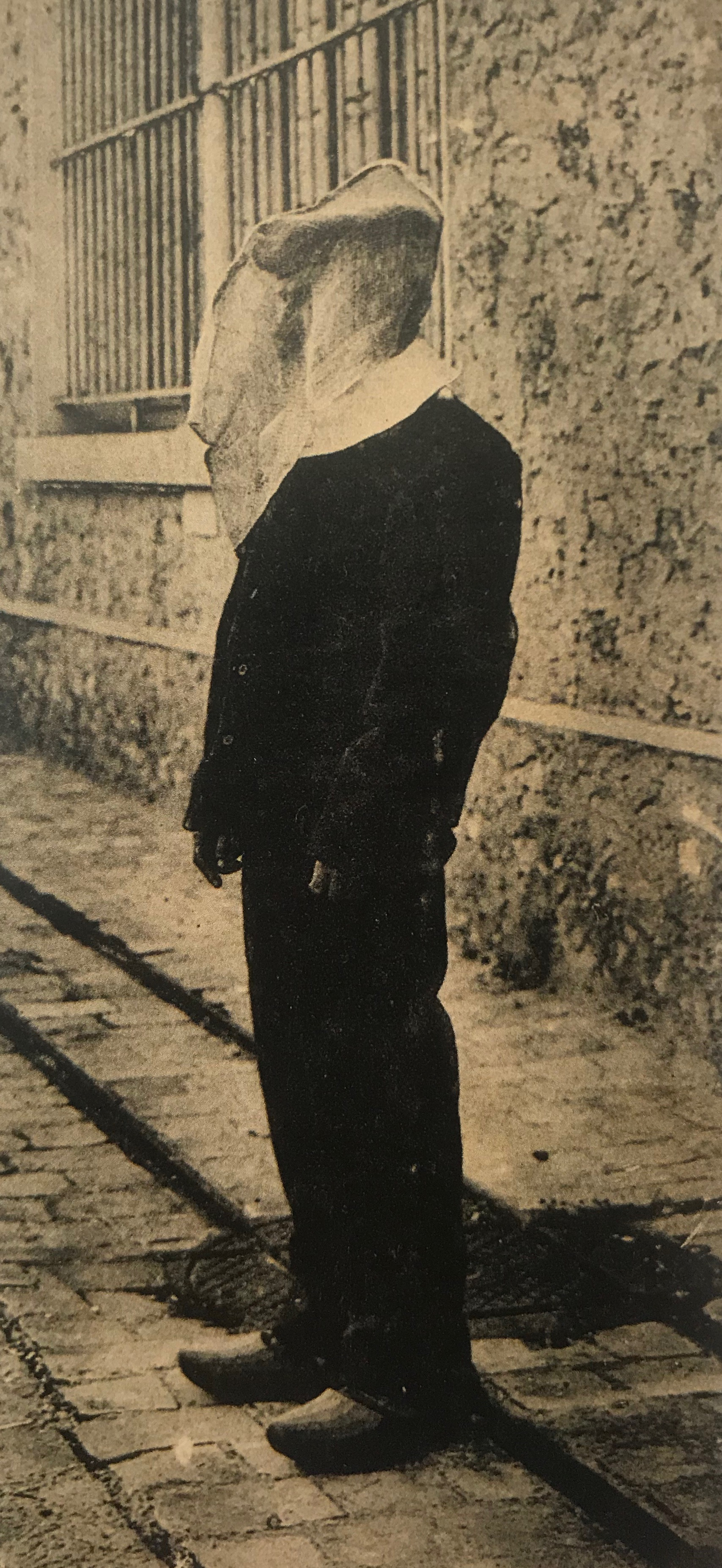
Gevangene met masker

Lange tijd heerste er een cellulair regime. Hierdoor moesten de gevangenen hun tijd permanent doorbrengen in individuele cellen. Het was onmogelijk in contact te komen met medegevangenen. Alle activiteiten uit het dagelijkse leven werden in de eigen cel uitgevoerd. Eenmaal per dag mochten de gevangenen een korte wandeling maken op de binnenkoer. Communicatie was verboden waardoor de gevangenen gemaskerd werden met de gevangenenkap of cagoule.
Vanaf de jaren twintig kwam er een geleidelijke verandering in het cellulaire regime. De focus op de moraliserende aanpak werd verlegd naar een wetenschappelijke observatie, diagnose en classificatie van de gedetineerde. Er was meer oog voor een persoonlijke behandeling van de gevangene en de organisatie begon zich te richten op het re-integreren van de gedetineerde in de samenleving.
Tegenwoordig leven de gevangenen volgens een gemeenschapsregime met het accent op het menselijke, de interactie en de communicatiemogelijkheden.

## Gevangenisarbeid
Tijdens het cellulair regime werd er in de individuele cellen arbeid uitgevoerd. Hierdoor was er van enige opleiding geen sprake. Na vrijlating hadden de meeste gedetineerden dus geen verhoogde kans op werk. Het ging meestal om taken die weinig scholing vroegen.
Een greep uit de arbeid: inpakken, draden opwinden, servetten maken, wol plukken en stoffen kleuren en reinigen. Het loon werd verdeeld in masgeld en zakgeld. Het geld werd uitbetaald aan de gevangene op het moment dat hij werd vrijgelaten. Het zakgeld kon hij onmiddellijk besteden in de gevangenis zelf om bv. versnaperingen aan te kopen.
Tegenwoordig heeft de gedetineerde de vrije keuze om al dan niet te werken. Als zij dat willen kunnen zij arbeid verrichten in de industriële werkhuizen, in de huishoudelijke diensten of bij de onderhoudsploeg als metser, loodgieter, schilder, elektricien, etc. In 2011 bedroeg het gemiddeld uurloon voor het huishoudelijke werk € 0,75. Daarnaast kan de gedetineerde een diploma bekomen door het volgen van opleidingen. Naast taallessen is er een open leercentrum, waar gedetineerden zelfstudie doen onder begeleiding.

## Infrastructuur
Zoals dat hoort voor een Ducpétiaux-gevangenis is het gebouw stervormig. Centraal is er het controlecentrum met vier celvleugels. Daarnaast is er een administratieve gang. Een traliewerk scheidde de celvleugels van het centrum, maar werd verwijderd na de grondige renovatie in 1970.
Het monumentale gebouw behoort tot het cultureel erfgoed van Gent.